# 다카다 데쓰야
다카다 데쓰야(일본어: 高田 哲也, 1969년 7월 31일 ~ )는 일본의 전 축구 선수이다.

## 구단 경력
1993년 재팬 풋볼 리그의 후지타 공업(벨마레 히라쓰카, 쇼난 벨마레)에 입단했다. 1993년 재팬 풋볼 리그 우승으로 J1리그로 승격했다. 2000년까지 134경기에 출전하여, 6득점을 넣었다. 2000년후 현역 은퇴.